# Nafta-Gaz

Nafta-Gaz

Nafta-Gaz (1945—1991: «Nafta») ISSIN:0867-8871 — польський фаховий журнал у нафтогазовій галузі.
Виходить щомісячно. Журнал «Нафта-Газ» видається з 1944 року, був призначений для професійної аудиторії і поширюється в Польщі і більше десятка країн, в тому числі в США, Франції, Німеччини, Росії, Швейцарії, Японії. Співзасновник і головний редактор головний, геофізик Станіслав Плева. Видавець щомісячного журналу є Інститут нафти і газу в Кракові.
«Нафта-Газ» публікує статті за наступними темами: геологія і геохімія, розвідувальна геофізика і буріння, опробування флюїдів, відбір проб нафти і газу, оптимізація технології буріння, техніки, зберігання і транспорт сирої нафти і транспортування газу природного та зберігання газу, проблеми паливно-енергетичного балансу, питання економіки та організації нафтової галузі, інформація про стан і перспективи внутрішніьої і міжнародної нафтової промисловості, охорони навколишнього середовища.